# World Seniors Tour
A WPBSA World Seniors Tour ou Turnê Mundial de Seniores da WPBSA é uma turnê (circuito ou tour) profissional de snooker aberto a ex-jogadores, veteranos e lendas da categoria. Criada em maio de 2018, a turnê foi divulgada pela primeira vez pela World Professional Billiards and Snooker Association (WPBSA; em tradução livre: Associação Mundial de Bilhar e Sinuca Profissional), órgão que dirige o esporte internacionalmente, através de um comunicado em dezembro de 2017 na qual um tour oficial de seniores ocorreria em paralelo ao tour principal de snooker profissional. A série de torneios é uma continuação dos eventos anteriormente realizados de 2017 até 2018 pela Snooker Legends.
O atual presidente da World Seniors Tour é Jason Francis, fundador da Snooker Legends.

## História
A primeira temporada foi composta por uma série de 4 eventos não pontuáveis para o ranking mundial da temporada de 2017–18: o UK Seniors Championship de 2017 (campeonato britânico), o Seniors Irish Masters de 2018, o The Seniors Masters de 2018 e o World Seniors Championship de 2018 (campeonato mundial).
Em 2018, após a formação do tour oficial, 6 eventos foram programados para a temporada de 2018–19, porém, apenas 4 deles foram realizados. O European Seniors Open foi cancelado e o World Seniors Championship foi adiado em março de 2019. Com o adiamento, o torneio acabou acontecendo em agosto de 2019 e foi o primeiro evento da temporada de 2019-20. Outros eventos de qualificação para amadores também foram realizados no Canadá, Hong Kong, Bélgica e nos Estados Unidos da América.
A temporada de 2019-20 do World Seniors Tour foi seriamente afetada pela pandemia de COVID-19, como resultado, muitos de seus eventos foram adiados ou mesmo cancelados.

## Edições

### Temporadas e resultados
| Temporada                          | Torneio                                  | Campeão                            | Vice-campeão                       | Placar                             | Cidade                             | Ref.                               |
| Snooker Legends World Seniors Tour | Snooker Legends World Seniors Tour       | Snooker Legends World Seniors Tour | Snooker Legends World Seniors Tour | Snooker Legends World Seniors Tour | Snooker Legends World Seniors Tour | Snooker Legends World Seniors Tour |
| ---------------------------------- | ---------------------------------------- | ---------------------------------- | ---------------------------------- | ---------------------------------- | ---------------------------------- | ---------------------------------- |
| 2017–18                            | UK Seniors Championship de 2017          | Jimmy White                        | Ken Doherty                        | 4–2                                | Redhill                            |                                    |
| 2017–18                            | Seniors Irish Masters de 2018            | Steve Davis                        | Johnathan Bagley                   | 4–0                                | Kill                               |                                    |
| 2017–18                            | World Seniors Championship de 2018       | Aaron Canavan                      | Patrick Wallace                    | 4–3                                | Scunthorpe                         |                                    |
| 2017–18                            | Seniors Masters de 2018                  | Cliff Thorburn                     | Johnathan Bagley                   | 2–1                                | Sheffield                          |                                    |
| WPBSA World Seniors Tour           |                                          |                                    |                                    |                                    |                                    |                                    |
| 2018–19                            | UK Seniors Championship de 2018          | Ken Doherty                        | Igor Figueiredo                    | 4–1                                | Kingston upon Hull                 |                                    |
| 2018–19                            | Seniors Irish Masters de 2019            | Jimmy White                        | Rodney Goggins                     | 4–1                                | Kill                               |                                    |
| 2018–19                            | Seniors 6-Red World Championship de 2019 | Jimmy White                        | Aaron Canavan                      | 4–2                                | Belfast                            |                                    |
| 2018–19                            | Seniors Masters de 2019                  | Joe Johnson                        | Barry Pinches                      | 2–1                                | Sheffield                          |                                    |
|                                    |                                          |                                    |                                    |                                    |                                    |                                    |
| 2019–20                            | World Seniors Championship de 2019       | Jimmy White                        | Darren Morgan                      | 5–3                                | Sheffield                          |                                    |
| 2019–20                            | UK Seniors Championship de 2019          | Michael Judge                      | Jimmy White                        | 4–2                                | Kingston upon Hull                 |                                    |
|                                    |                                          |                                    |                                    |                                    |                                    |                                    |
| 2020–21                            | World Seniors Championship de 2020       |                                    |                                    |                                    | Sheffield                          |                                    |